# Albuca karasbergensis
Albuca karasbergensis är en sparrisväxtart som beskrevs av James Glover. Albuca karasbergensis ingår i släktet Albuca och familjen sparrisväxter.
Artens utbredningsområde är Namibia. Inga underarter finns listade i Catalogue of Life.